# Trevor Hartley
Trevor Hartley (Doncaster, 16 marzo 1947) è un ex calciatore e allenatore di calcio inglese, di ruolo centrocampista.

## Caratteristiche tecniche
Era un'ala destra.

## Carriera

### Giocatore
Esordisce tra i professionisti nella stagione 1967-1968 all'etò di 20 anni con la maglia del West Ham Utd, con cui disputa 2 partite nella prima divisione inglese; rimane in squadra anche nella stagione 1968-1969, nella quale gioca ulteriori 3 partite di campionato in prima divisione. Passa quindi al Bournemouth, con cui nella stagione 1969-1970 retrocede dalla terza alla quarta divisione inglese, conquistando però una promozione nella stagione successiva e ritirandosi nell'estate del 1971 all'età di 24 anni dopo complessive 42 presenze e 2 reti in partite di campionato con le Cherries.

### Allenatore
Inizia ad allenare sempre nel Bournemouth, dove per 3 anni lavora come vice; successivamente nella stagione 1974-1975 viene promosso ad allenatore, in terza divisione. Tra il 1978 e il 1979 lavora come direttore tecnico della nazionale di Singapore, dove riorganizza anche la gestione delle varie nazionali giovanili del Paese asiatico e si occupa della formazione dei loro allenatori. Nell'intera stagione 1986-1987 e nei primi mesi della stagione 1987-1988 lavora come vice di David Pleat al Tottenham, club di cui nell'ottobre del 1987 all'esonero di quest'ultimo diventa allenatore ad interim in coppia con Doug Livermore, ruolo che mantiene fino al novembre dello stesso anno quando alla guida degli Spurs arriva Terry Venables, restando in carico di fatto per un'unica partita di campionato (la quattordicesima giornata). Dal 1988 al 1990 è commissario tecnico della nazionale malese.